# Thomas Minder

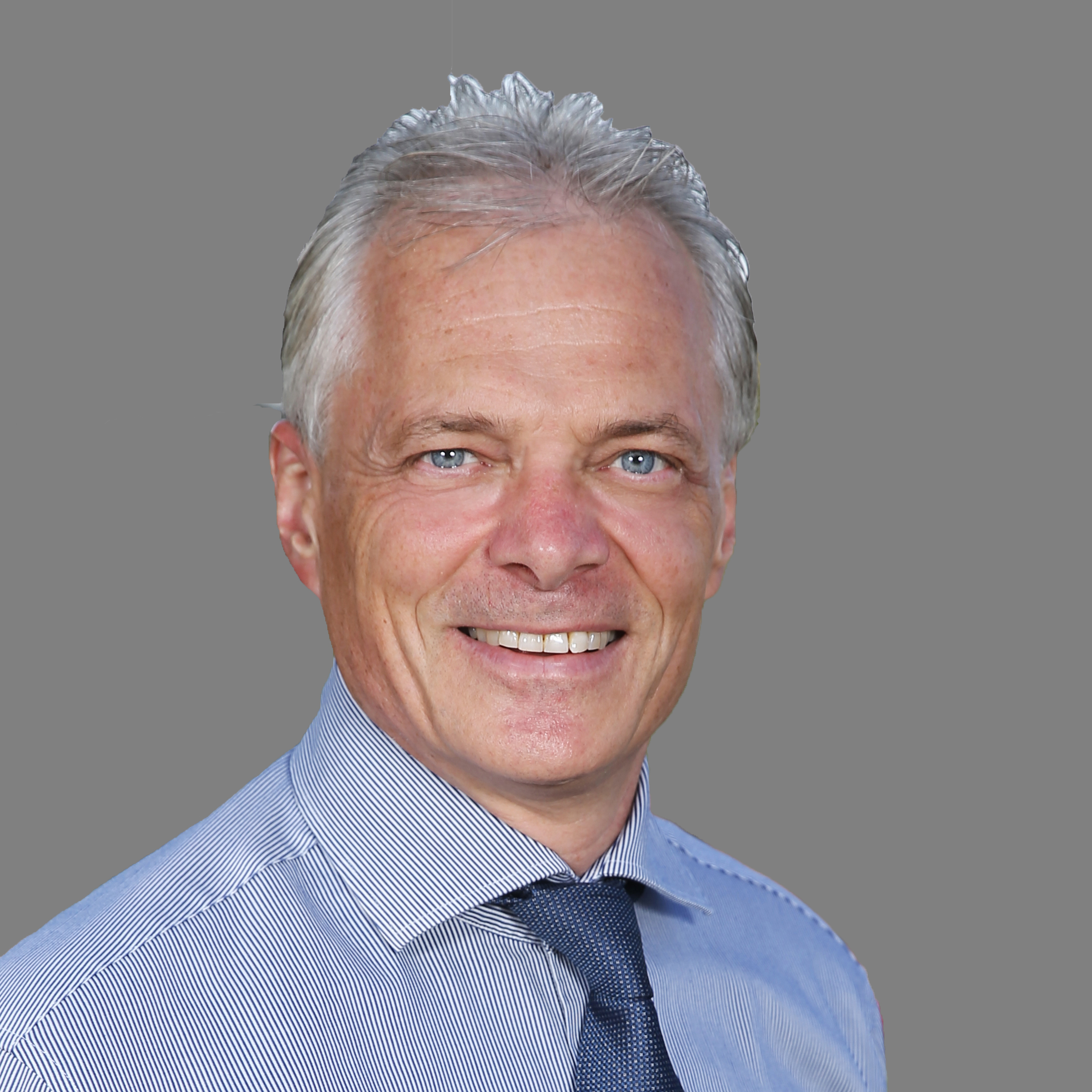
Thomas Minder (2015)

Thomas Minder (* 26. Dezember 1960 in Schaffhausen; heimatberechtigt in Biel) ist ein Schweizer Unternehmer und Politiker (parteilos). Er war von 2011 bis 2023 Ständerat.

## Leben
Nach den obligatorischen Schulen besuchte Minder die École Supérieure de Commerce de Neuchâtel und schloss später sein Studium an der Fordham University in New York mit einem MBA ab. In der Schweizer Armee kommandierte er eine Füsilierkompanie. Minder ist seit 1994 Geschäftsleiter und seit 1999 Verwaltungsratspräsident des Kosmetikherstellers Trybol AG in Neuhausen am Rheinfall, die seit 1963 im Eigentum der Familie Minder steht.
Landesweit bekannt wurde Minder durch die von ihm 2008 lancierte Eidgenössische Volksinitiative «gegen die Abzockerei», die am 3. März 2013 mit grosser Mehrheit angenommen wurde. Ausserdem war er Auslöser der eidgenössischen «Swissness»-Gesetzgebung zum besseren Schutz der Marke Schweiz. Bis zu seiner Wahl in den Ständerat bekleidete Minder kein politisches Amt. Minder unterstützte aktiv die Eidgenössische Volksinitiative «Gegen Masseneinwanderung», die das Volk am 9. Februar 2014 annahm.
Bei den Schweizer Parlamentswahlen 2011 wurde der parteilose Minder für den Kanton Schaffhausen in den Ständerat gewählt. Nach Absage der Fraktion der Grünliberalen Partei aufgrund des nicht zugesicherten Parteibeitritts schloss sich Minder der Fraktion der Schweizerischen Volkspartei (SVP) an. 2015 und 2019 wurde er jeweils im ersten Wahlgang wiedergewählt, bevor er bei den Wahlen 2023 im zweiten Wahlgang abgewählt wurde. Der verlorene Ständeratssitz ging an Simon Stocker von der SP. Im März 2025 hob das Bundesgericht die Wahl von Stocker aufgrund dessen Wohnsituation auf, was eine Neuwahl nötig machte. Minder trat nicht zur Wahl an. Stocker wurde nicht gewählt, es gewann Severin Brüngger (FDP).
Im Ständerat war Minder Mitglied in der Aussenpolitischen Kommission, Redaktionskommission, Staatspolitischen Kommission, Redaktionskommission für die deutsche Sprache (Präsident), Kommission für Rechtsfragen, Delegation bei der parlamentarischen Versammlung des nordatlantischen Verteidigungsbündnisses (NATO), Mitwirkung des Parlamentes im Bereich von Soft Law, Sicherheitspolitischen Kommission (Präsident), Ständige parlamentarische Delegation zur Teilnahme an Aktivitäten im Rahmen der OECD-V.
Minder wohnt in Neuhausen am Rheinfall.

## Auszeichnungen
- 2013: SwissAward in der Kategorie «Politik».[11]
- 2014: Europäer des Jahres, Magazin Reader’s Digest.[12]